# Jaroslav Velinský
Jaroslav Velinský (18. prosince 1932, Praha – 19. února 2012, Ústí nad Labem) byl tramp, český spisovatel – prozaik, trampský písničkář a hudebník, známý také pod přezdívkou Kapitán Kid.

## Životopis
Pocházel z umělecké rodiny, matka byla herečka Lída Rabská-Velinská (1903–1969), děda divadelní a filmový herec Václav Rabský (1876–1951). Během života vystřídal řadu zaměstnání. Byl horníkem, soustružníkem, nočním hlídačem v zoo i opravářem sportovního nářadí. Později působil jako umělecký pracovník libereckého Divadla hudby, písmomalíř, reklamní grafik a typograf.

### Písničkář

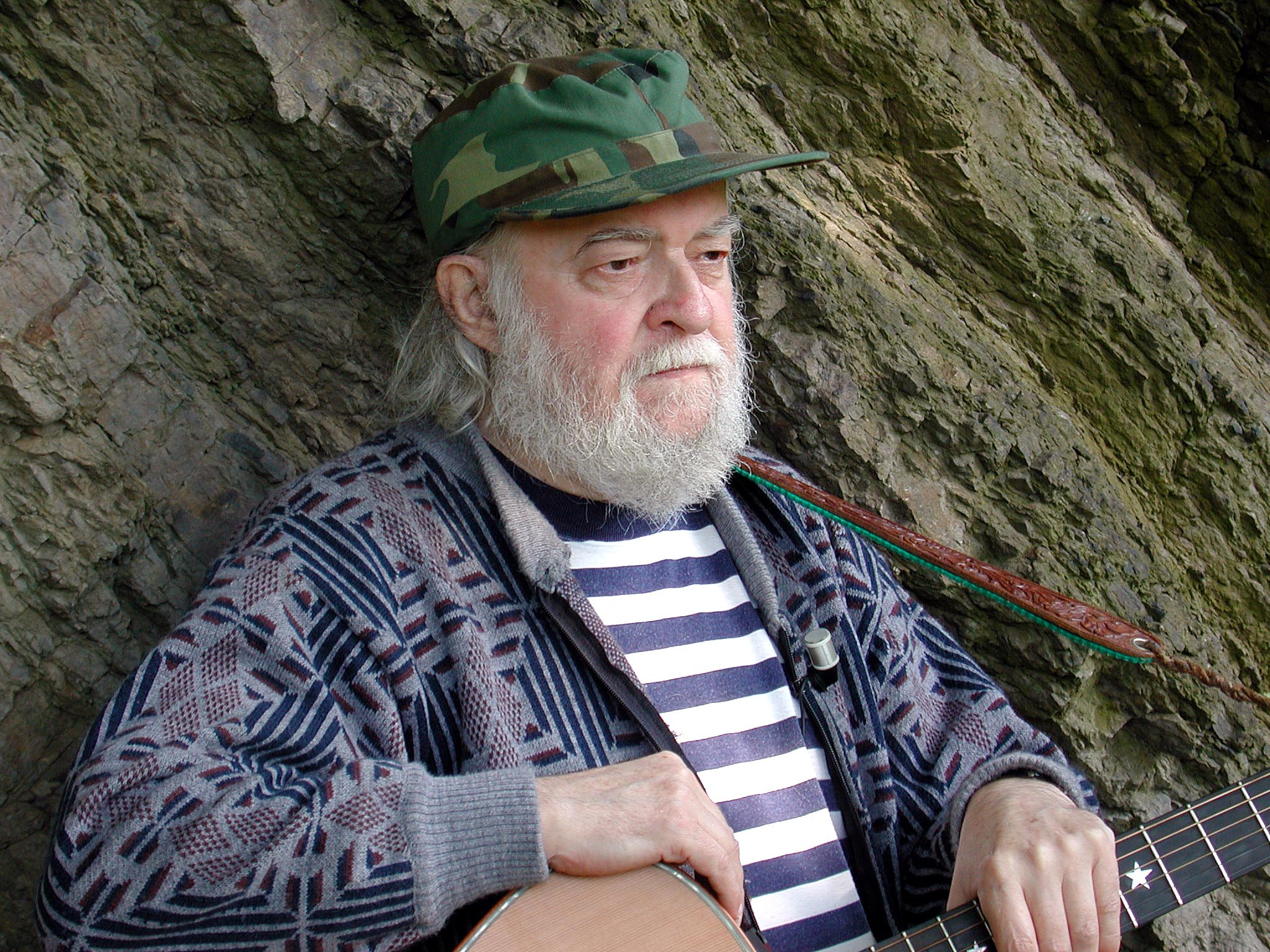
Jaroslav Velinský – Kapitán Kid

V 50. letech napsal své první trampské písně, aktivně se zapojil do trampského hnutí a v roce 1967 v Ústí nad Labem spolu s Jiřím Šosvaldem založil hudební festival Porta, kterého se pak dlouhá léta aktivně účastnil a získal na něm řadu trofejí – jako autor i jako hudebník (banjo a swingová kytara). Napsal také několik desítek trampských písní, z nichž mnohé zlidověly. Své první profilové album No to se ví vydal v roce 1983.

### Spisovatel
V roce 1969 mu vyšla první kniha, science fiction Zápisky z Garthu / Leonora. Kromě tohoto žánru psal především detektivní romány, ale také romány pro mládež.
Říká se, že „bezděčný detektiv“ Ota Fink, který byl hrdinou většiny jeho detektivek, byl úspěšný díky tomu, že svůj detektivní bystrozrak opíral současně o hluboké profesní znalosti a také o znalost drobných všedních problémů obyčejných českých lidiček. Tím jeho knihy připomínaly romány Dicka Francise. Čtenáři se s Otou Finkem snadno ztotožnili, protože se v jeho příbězích pohybovali známými místy a profesní dovednosti a triky v nich hrají stejně důležitou roli jako psychologie a akce. Vynikající překladatel angloamerické literatury František Jungwirth prohlásil: „Má-li naše literatura svého Philipa Marlowa, je jím Ota Fink z knih Jaroslava Velinského.“

### Nakladatel
Stal se také průkopníkem nové a zajímavé cesty v českém uměleckém podnikání. V roce 1999 založil „jednomužné“ nakladatelství Kapitán Kid, které se opíralo o Klub kamarádů Kapitána Kida. Tento klub sdružoval čtenáře jeho knih a fanoušky jeho hudby. Aktivně využíval klubovou databázi a těsný kontakt se svými čtenáři a posluchači pro optimální plánování své tvorby. To se netýkalo nejen nákladů vydávaných knih a CD, ale také optimalizace výběru témat a poměru hudební a literární tvorby. Výsledkem bylo vysoce efektivní nakladatelství, které produkovalo originální knihy a hudbu „na zakázku“.

### Dodatek
Od února 1974 až do 7. prosince 1989 byl veden ve svazcích STB v kategorii Agent pod krycím jménem „Doktor“ a výměnou za možnost vystupovat a publikovat dobrovolně spolupracoval s STB, za což dostával finanční a věcné dary.
- Byl čestným členem Společnosti česko-ertarských vztahů (SF klub).[5]
- Žil a pracoval v Libouchci nedaleko Ústí nad Labem.
- V červenci 2011 zveřejnil na svém diskusním fóru (viz Externí odkazy), že mu byl diagnostikován karcinom plic.
- Zemřel po delší nemoci 19. února 2012.
- Jeho synem je Frederik Velinský, redaktor populárně-vědeckého magazínu Planetárium, pořadu Českého rozhlasu Sever.[6][7]

## Dílo

### Divadlo
Své štěstí zkoušel nejprve jako autor divadelních her. Některé z nich byly v 60. letech uvedeny na scéně libereckého Severočeského kabaretu a tamního Divadla hudby, žádná z nich však nevyšla tiskem.
V roce 1975 uvedlo Městské divadlo v Šumperku jeho hru k 30. výročí osvobození Než vyšlo slunce. V roce 2000 mu vyšla nákladem Avalonu detektivní parodie na Agathu Christie Šest malých matrjošek, která byla poté několikrát inscenována různými ochotnickými soubory.